# (11842) Kap'bos
(11842) Kap'bos (1987 BR1) – planetoida z pasa głównego asteroid okrążająca Słońce w ciągu 3,38 lat w średniej odległości 2,25 j.a. Odkryta 22 stycznia 1987 roku.